# 707

## Decese
- 22 octombrie: Papa Ioan al VII-lea  (n. 650)